# 周登皞
周登皞（?—1940年），字熙民，号補廬，福州闽侯人。中华民国政治人物、文人。

## 生平
周登皞是清朝光绪年间举人。后经大挑，实授知县，此后他在宁河县、武清县、霸县、大城县、东安县等县任知县。此后，他因为考绩优异，升任赵州直隶州知州、都察院广西道御史。
1911年辛亥革命爆发后，他举家避居宁河县芦台镇。1912年中华民国成立后，他举家迁往北京，曾任袁世凯政府的肃政吏。1917年10月13日，他任绥远道尹，任至1925年。他还代理过绥远都统。1920年代末，须社成立，他加入该社。
1940年，他在上海逝世。
他生前和陈宝琛有亲戚关系。他还和马福祥是多年同僚和挚友。

## 著作
- 寧河縣鄉土志

## 家庭
- 子：周士观，1983年11月当选为中国民主建国会中央副主席。